# 2002 في الدنمارك
فيما يلي قوائم الأحداث التي وقعت خلال عام 2002 في الدنمارك.

## أفلام
من الأفلام التي صدرت هذه السنة في الدنمارك:
- 6 سبتمبر – قلوب مفتوحة من إخراج سوزان بيير.

## مواليد

### يوليو
- 22 يوليو – فيليكس أمير الدنمارك

## وفيات

### فبراير
- 12 فبراير – جون إريكسن (مواليد 1957) لاعب كرة قدم دنماركي.